# Aviemore
Aviemore (en anglais) ou An Aghaidh Mhòr (en gaélique écossais) est une ville située dans le parc national de Cairngorms, dans les Highlands, en Écosse. Une petite gare y a été construite en 1960. Elle se trouve non loin d'Inverness et du loch Ness.
La ville est connue pour les sports d'hiver et pour la marche en montagne dans les Cairngorms.